# Sofiyivsky-park

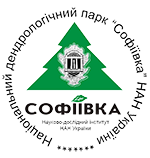
Logo van het Sofiyvka-park

Het Sofiyivsky-park (Oekraïens: Софіївський парк) is een arboretum en wetenschappelijk onderzoeksinstituut van de afdeling Biologie van de Nationale Academie van Wetenschappen van Oekraïne. Het park ligt in het noordelijke deel van de stad Uman. Delen van het park zijn gebouwd in Engelse tuin-stijl. Het park is een populaire recreatieplek die jaarlijks zo'n 500.000 bezoekers trekt.
Het park heeft een verzameling van meer dan 2.000 verschillende soorten bomen en planten.

## Geschiedenis

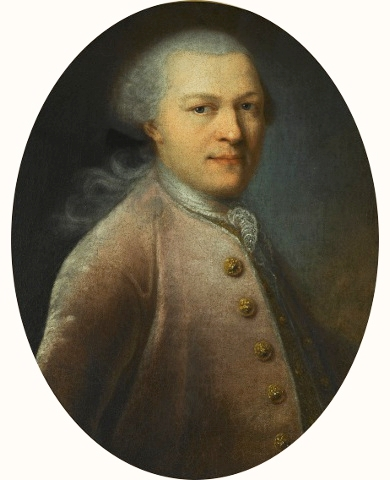
Stanislaw Szczęsny Potocki

De Engelse landschapstuin werd in 1796 opgericht door graaf Stanisław Szczęsny Potocki, een Poolse edelman die Uman herbouwde na een boerenopstand. De stad Uman maakte destijds deel uit van het Russische rijk. Het park is vernoemd naar zijn vrouw Sofia en was een geschenk voor haar verjaardag.
De kosten van het oorspronkelijke park werden geschat op 15 miljoen Poolse zloty. Het park werd ontworpen door Ludwik Metzel, een Poolse ingenieur die voor het park veel zeldzame planten uit heel Europa importeerde. Hij gebruikte de lokale lijfeigenen voor alle zware arbeid. Het landschap van het park was zeer moeilijk te cultiveren vanwege talrijke ravijnen en de stroom van de nabijgelegen Kamianka-rivier. Tijdens de openingsceremonie schreef Stanisław Trembecki een gedicht gewijd aan het park. Het park werd na de Poolse novemberopstand in 1832 geconfisqueerd en onderdeel van de staat. Van 1836 tot 1859 werd het park ingrijpend veranderd.
Het Sofiyivsky-park werd op 21 augustus 2007 uitgeroepen tot een van de zeven wonderen van Oekraïne, op basis van zowel de keuzes van experts en internetstemmen.

## Afbeeldingen

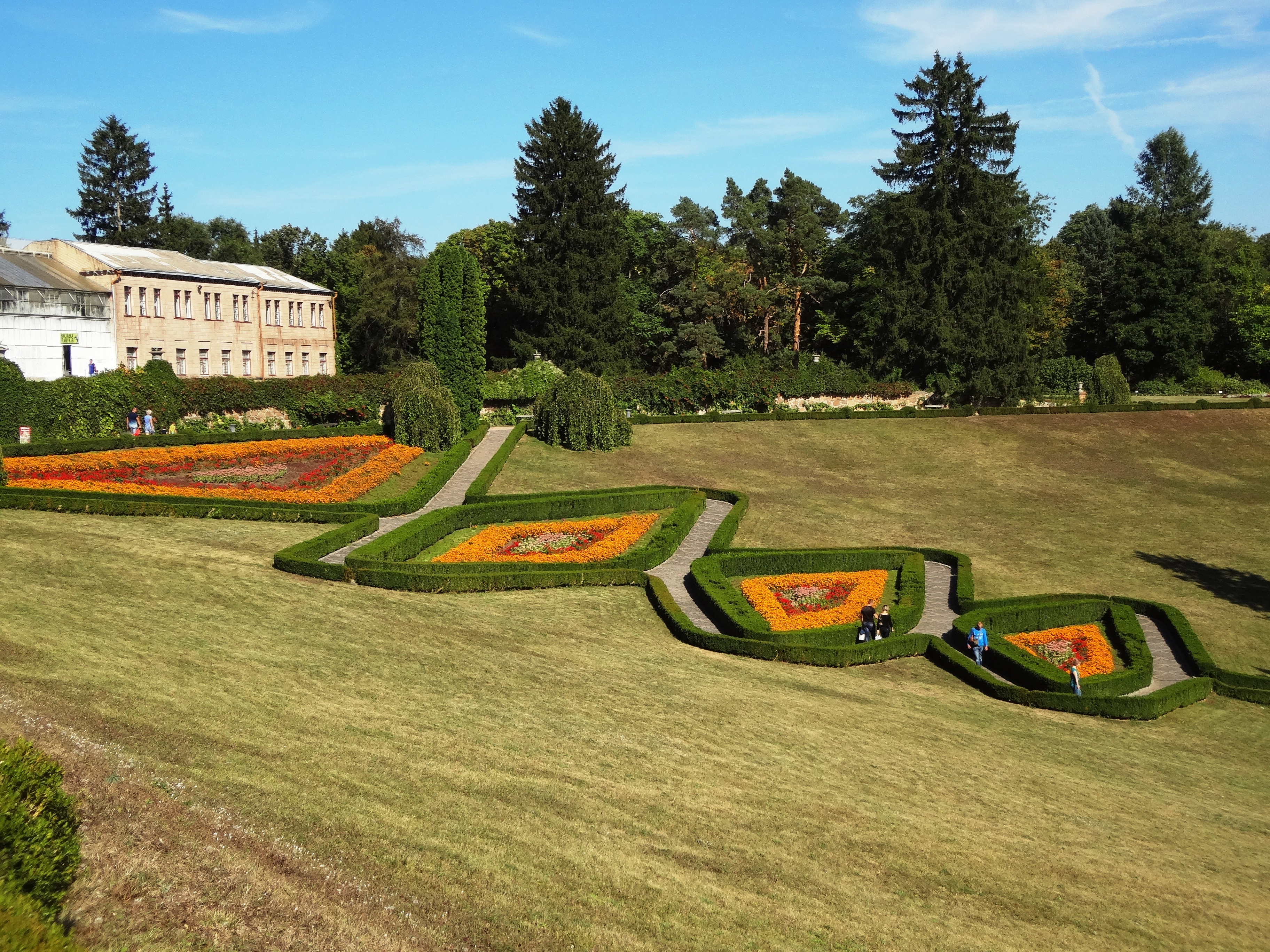
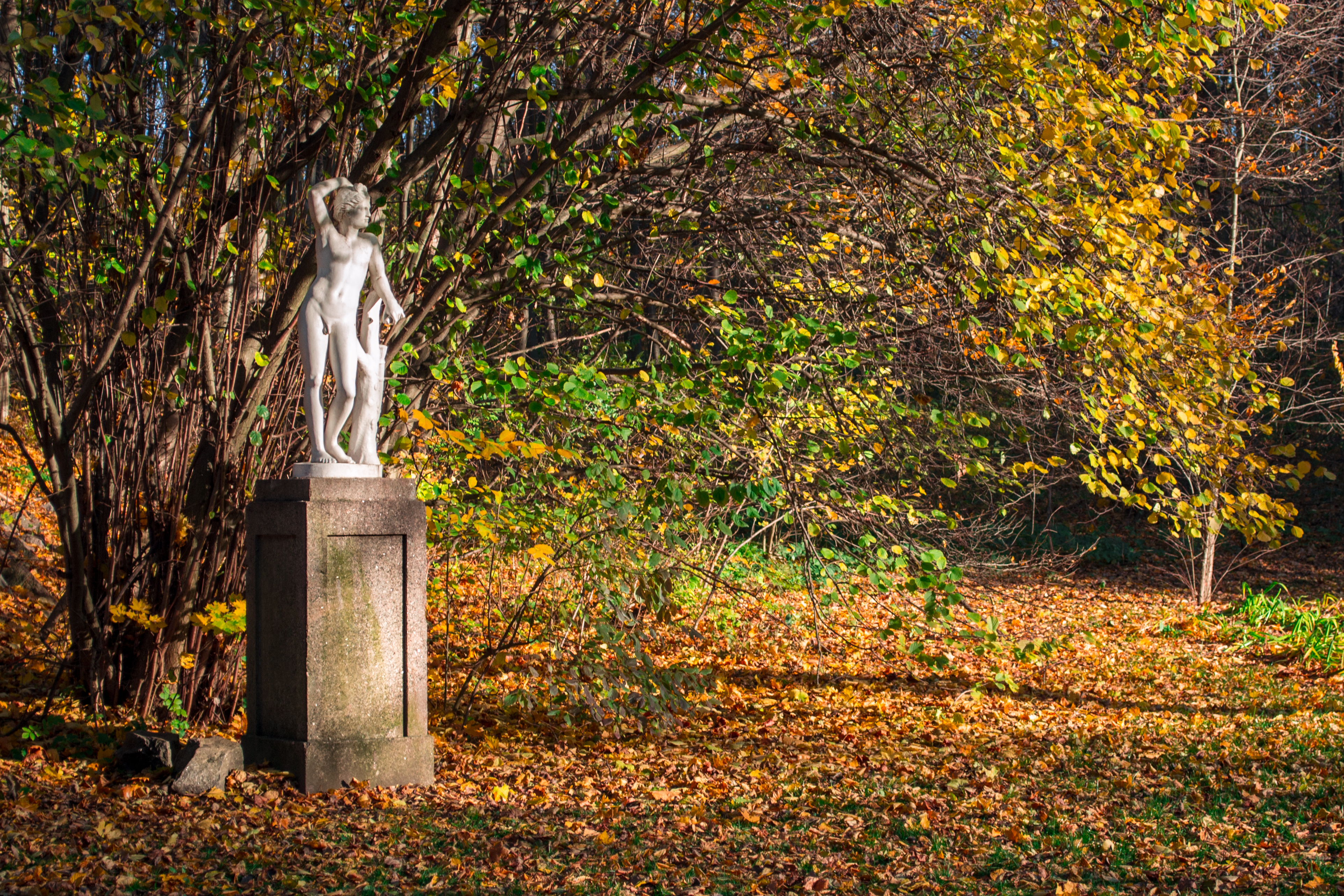
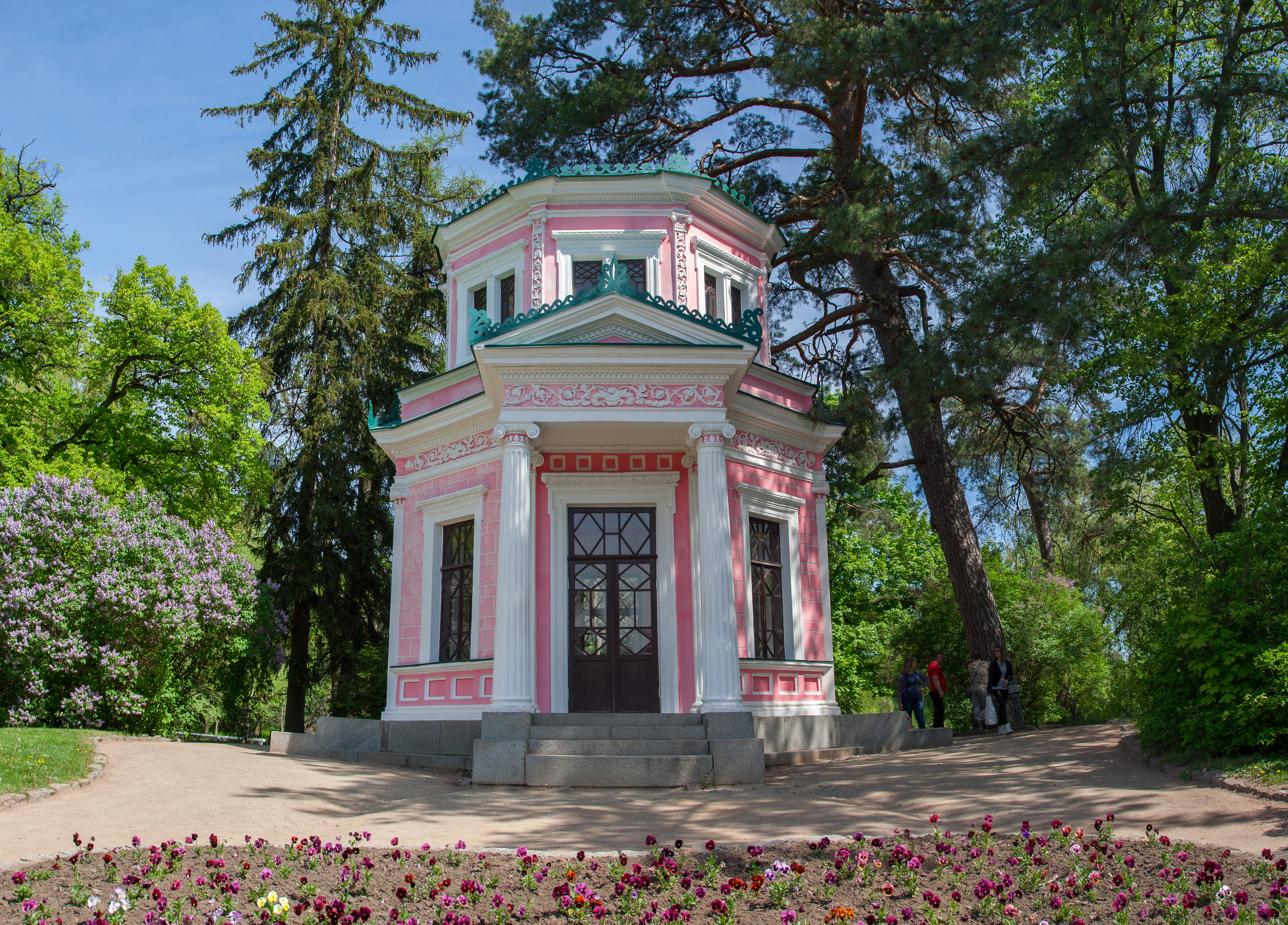
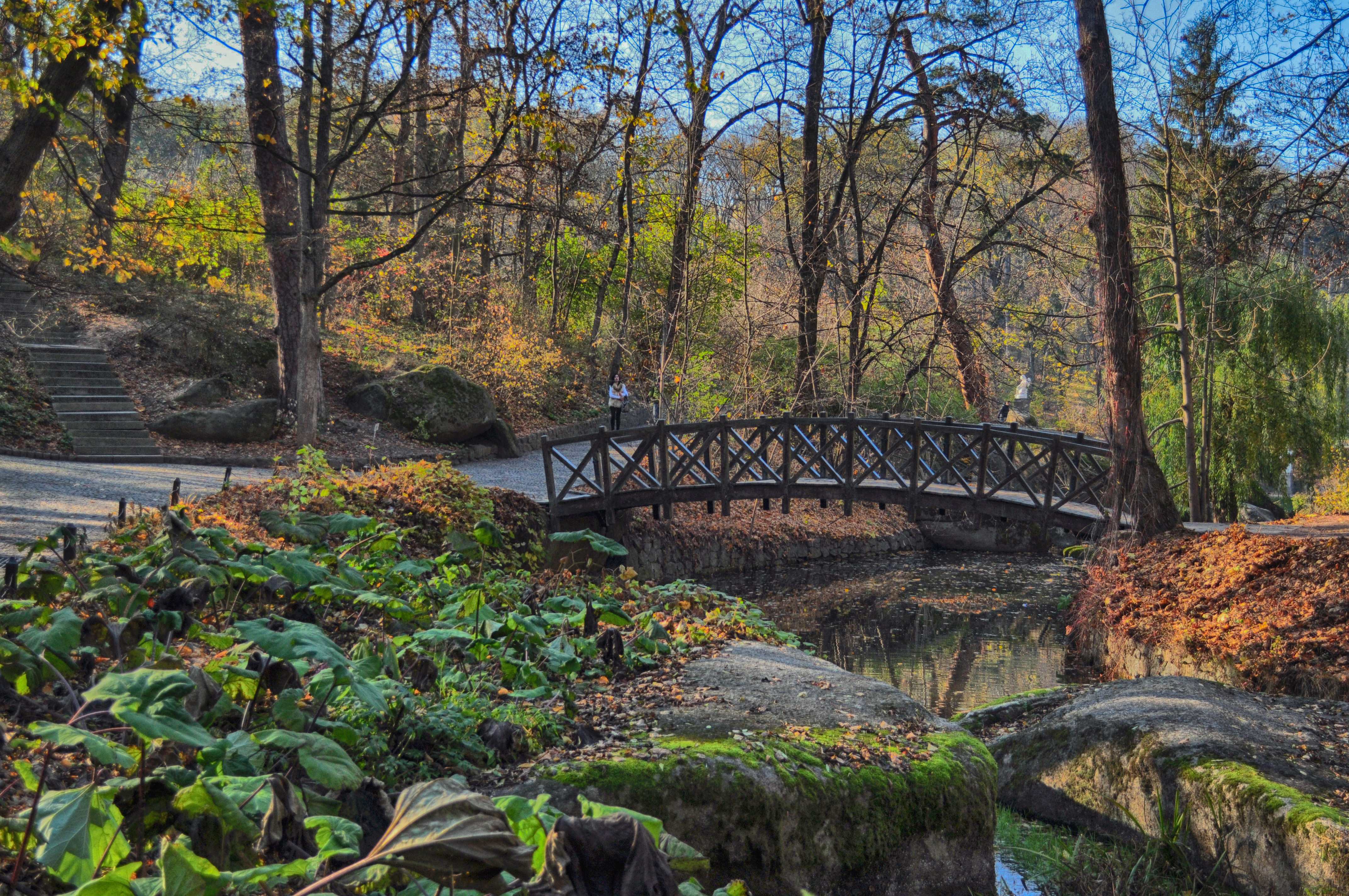
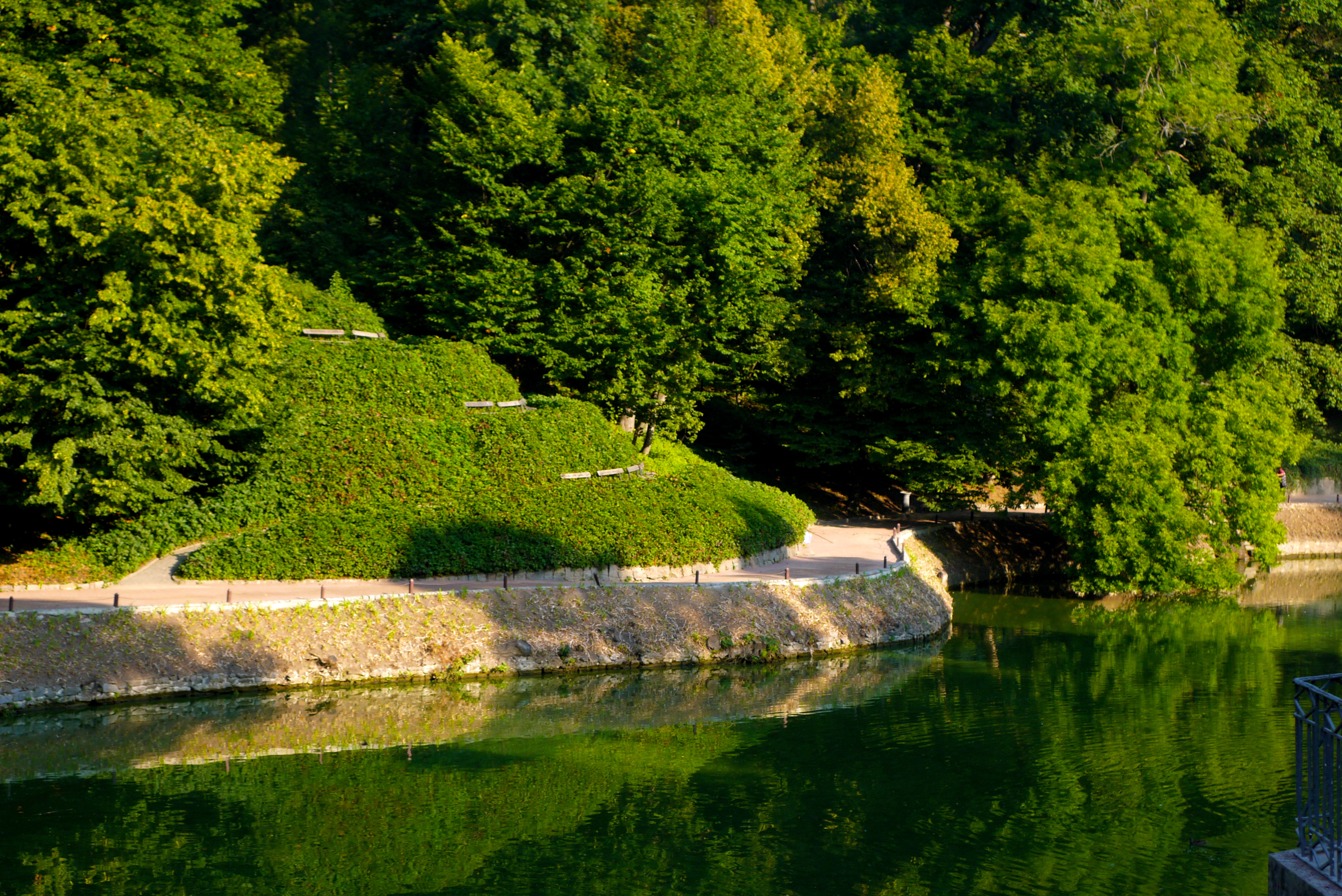
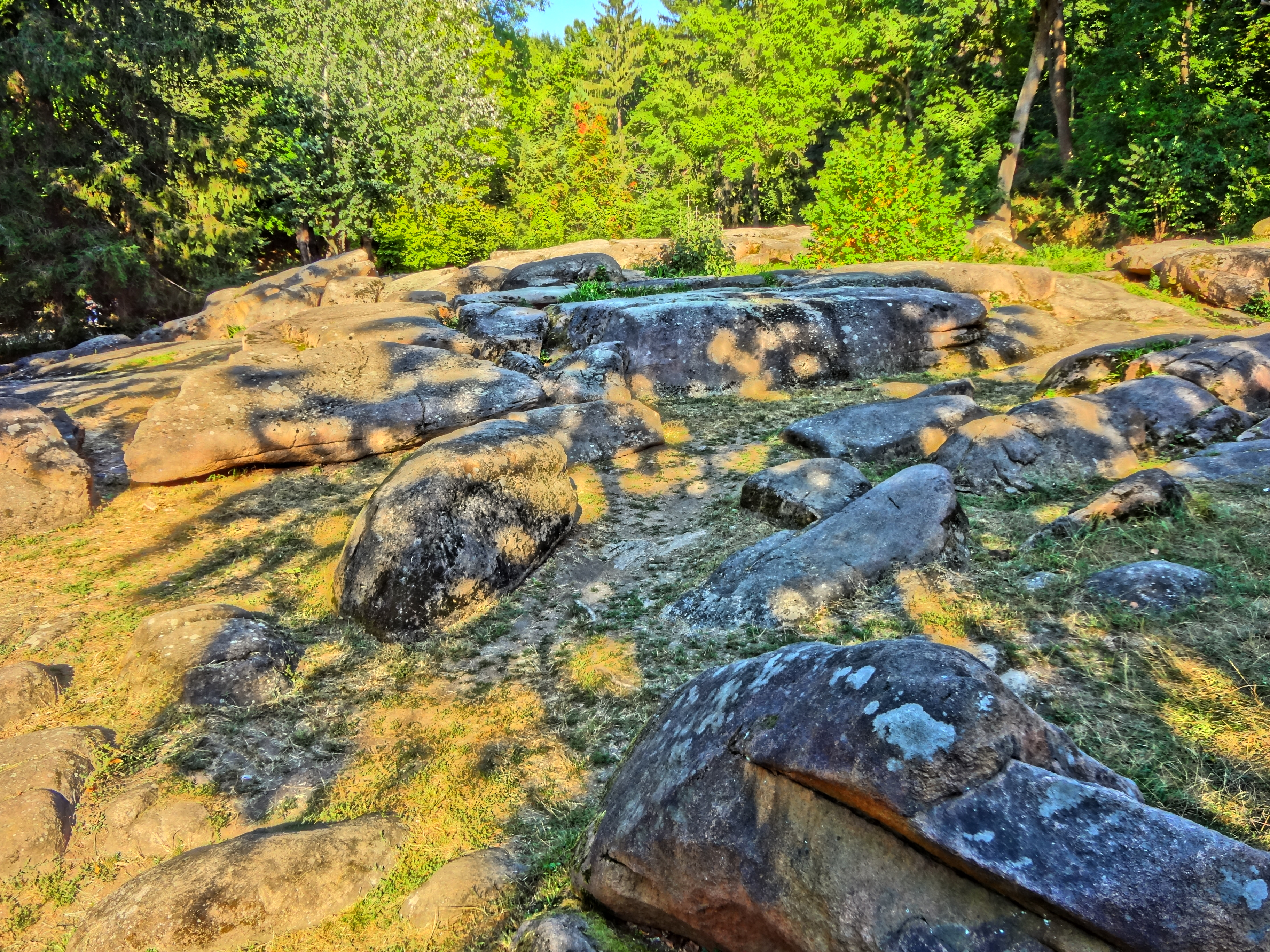
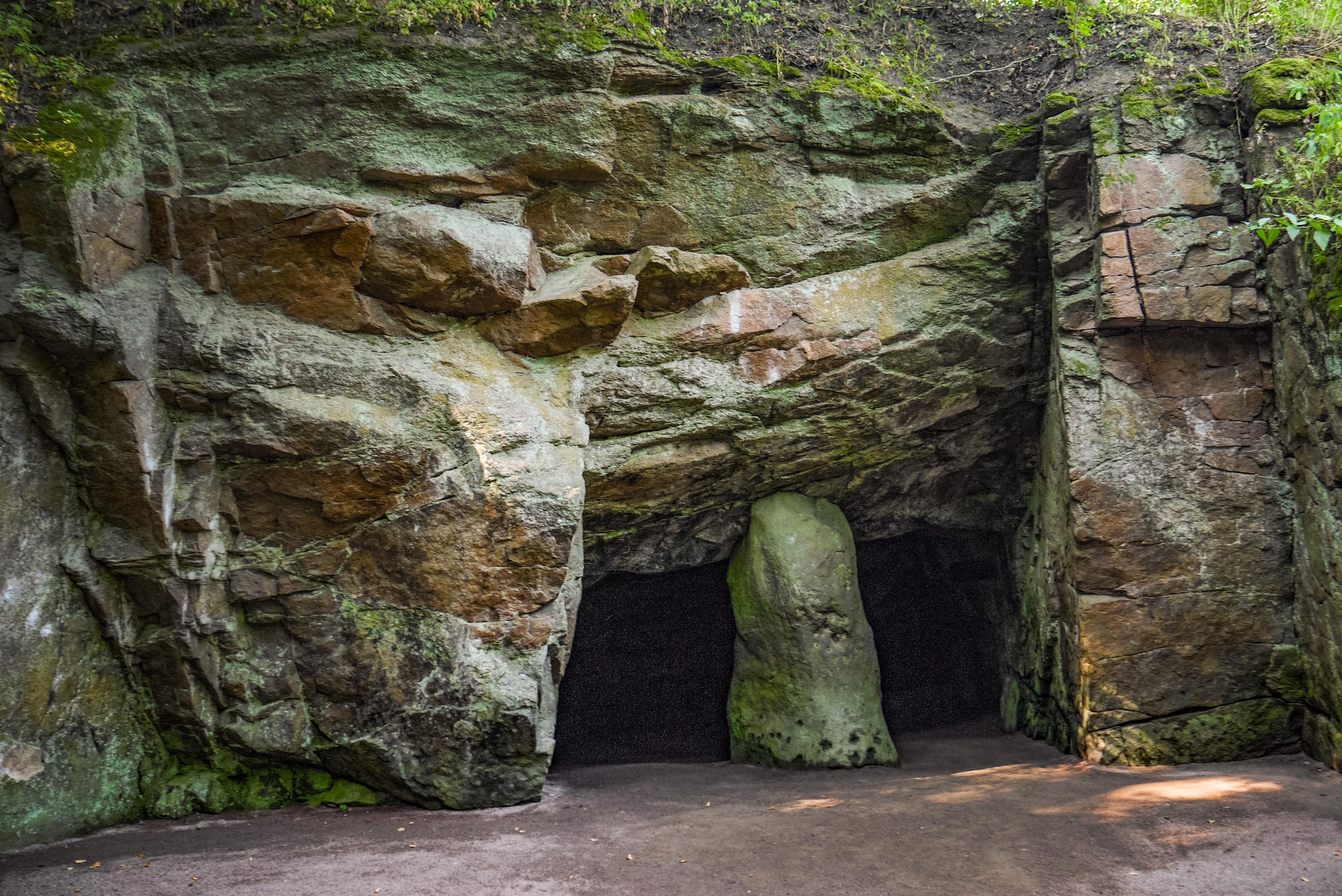